# 西村龍介
西村 龍介（にしむら りゅうすけ、1903年3月6日 - 1989年5月13日）は、日本の経営者。小西六写真工業(現在のコニカミノルタ)社長を務めた。

## 経歴
山口県出身。1926年に九州帝国大学工学部を卒業。商工省での勤務を経て、1932年に小西六写真工業に転じ、1948年に取締役に就任し、1954年に常務を経て、1968年4月に社長に就任。1973年11月から1979年12月までに会長を務めた。東京工芸大学理事長も務めた。
1966年9月に紫綬褒章を受章し、1973年4月に勲二等瑞宝章を受章。
1989年5月13日、心不全のために死去。86歳没。